# Tumularia aquatica
Tumularia aquatica är en svampart som först beskrevs av Ingold, och fick sitt nu gällande namn av Descals & Marvanová 1987. Tumularia aquatica ingår i släktet Tumularia, divisionen sporsäcksvampar och riket svampar.   Inga underarter finns listade i Catalogue of Life.